# Hilyotrogus aurosericeus
Hilyotrogus aurosericeus är en skalbaggsart som beskrevs av Brenske 1892. Hilyotrogus aurosericeus ingår i släktet Hilyotrogus och familjen Melolonthidae. Inga underarter finns listade i Catalogue of Life.